# Уралмаш (баскетбольный клуб)
Команда в 2022 году

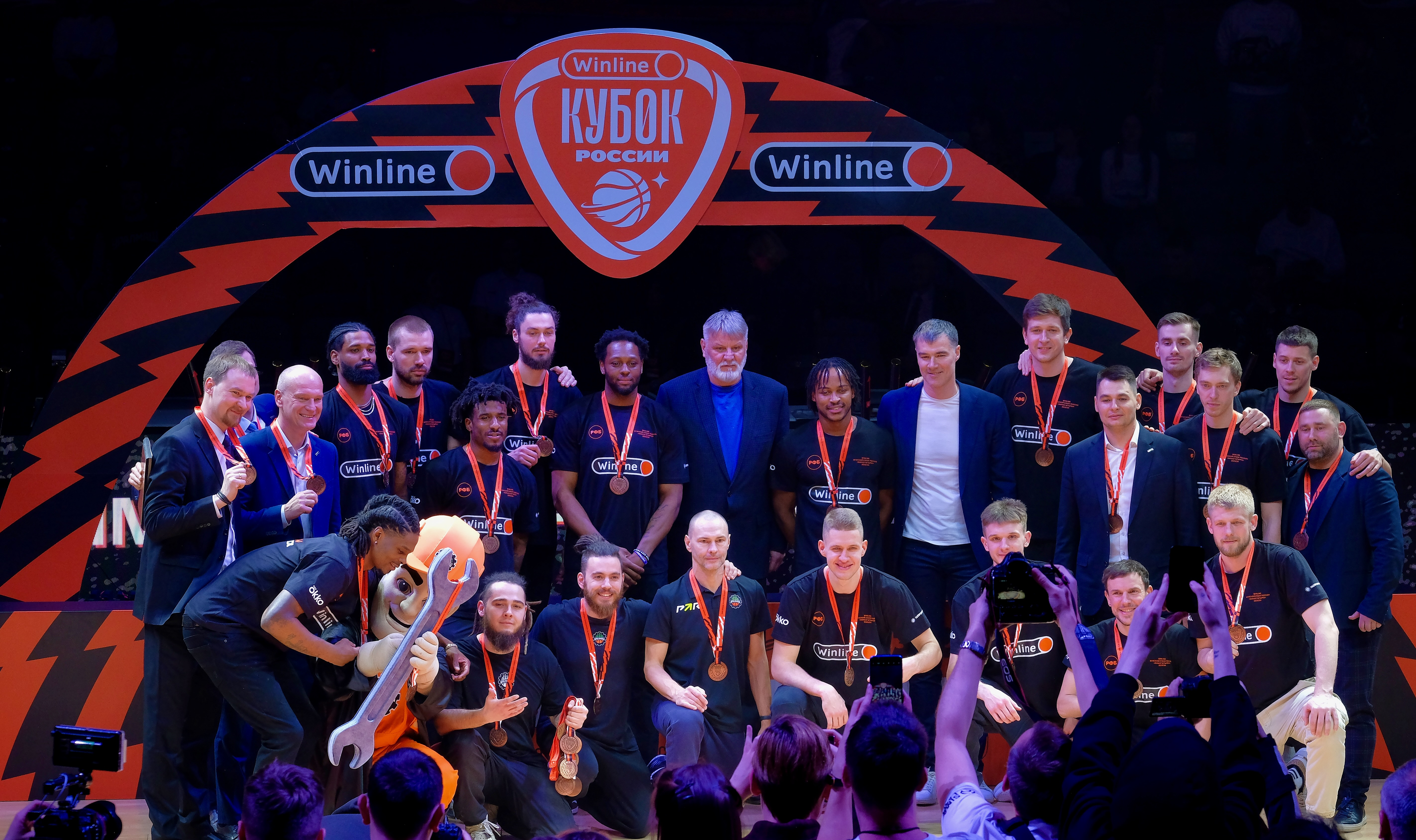
Награждение бронзовыми медалями Кубка России 2023/2024

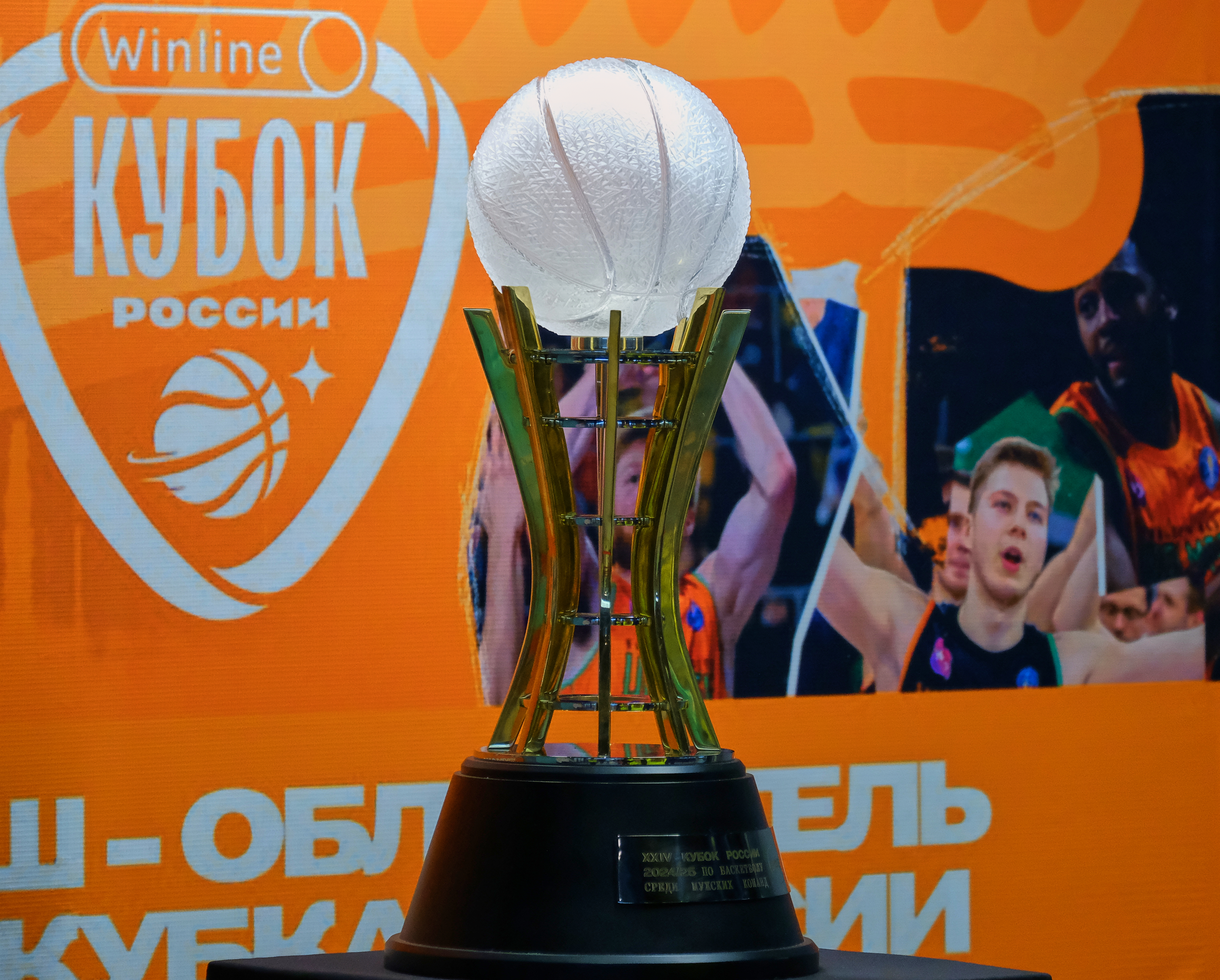
Кубок России по баскетболу 2024/2025 в Екатеринбурге

«Уралма́ш» — советский и российский спортивный клуб при Уральском заводе тяжёлого машиностроения (УЗТМ) из Екатеринбурга. Создан в 1960 на базе команд «Авангард», «Зенит», «Труд», участвовавших во всесоюзных и республиканских соревнованиях со второй половины 1940-х годов..

## История
Лучшее достижение мужской команды — 7 место (1957). Мужская команда 20-кратный чемпион РСФСР (1950, 1952, 1953, 1955, 1957—1962, 1964−1970, 1972, 1973), 3-кратный победитель Спартакиад народов РСФСР (1956, 1959, 1967). Восемь сезонов выступала в высшей лиге чемпионатов СССР, занимала 9-е места в 1962 и 66 гг., 10-е — в 1975 г.; впоследствии покинула высшую лигу. Победитель Спартакиад народов РСФСР (под флагом Свердловской области).
В 1984 году в связи с отсутствием финансирования команда была расформирована.
Спустя 31 год, в 2015 году, усилиями президента общественной организации «Федерация баскетбола Свердловской области» Виктора Владимировича Ганиенко, «Уралмаш» был возрождён.
В сезоне 2015/2016 команда, сформированная на базе лучших воспитанников спортивных школ Свердловской области, подала заявку на участие в чемпионате Свердловской области по баскетболу среди любителей. После того, как «Уралмаш» взял бронзу в этом чемпионате, было принято решение подать заявку на участие в Суперлиги третьего дивизиона Суперлиги.
В сезоне 2016—2017 команда под руководством Станислава Истомина попала в Суперлигу-3. Финальный матч сезона против «АлтайБаскета» получилась напряжённой, и победитель определился на последней секунде игры: капитан «Уралмаша» Павел Трушников забил трёхочковый бросок под финальную сирену.
В сезоне 2017/2018 «Уралмаш» играл в Суперлиге-2, тренером был Яков Фокин. В том сезоне екатеринбургская команда стала бронзовым призёром турнира.
В сезоне 2018/2019 «Уралмаш» перешёл в Суперлигу-1 и в 1/4 финала уступил «Темп-СУМЗ-УГМК», проиграв в серии со счётом 2:3.
В сезоне 2020/2021 «Уралмаш» завоевал серебряные медали Суперлиги, уступив в финале «Самаре». В следующих двух сезонах команда становилась уже победителем Суперлиги.
Начиная с сезона 2023/2024 клуб выступает в Единой лиге ВТБ.

## Достижения
Суперлига
- Чемпион (2): 2021/2022, 2022/2023
- Серебряный призёр: 2020/2021

Суперлига-2 дивизион
- Бронзовый призёр: 2017/2018

Суперлига-3 дивизион
- Чемпион: 2016/2017

Кубок России
- Обладатель: 2024/2025
- Бронзовый призёр: 2023/2024

## Главные тренеры
- 2016—2017 —  Станислав Истомин[6]
- 2017—2018 —  Яков Фокин[7]
- 2018—2019 —  Олег Мелещенко[8]
- 2019 —  Михаил Карпенко[9]
- 2019—2020 —  Олег Мелещенко[10]
- 2020—2021 —  Борис Ливанов[11]
- 2021 —  Вадим Филатов[12]
- 2021—2022 —  Евгений Пашутин[13]
- 2022—2023 —  Михаил Терехов[14]
- 2023 —  Милош Павичевич[15]
- 2023—н. в.  Ростислав Вергун[16]

## Капитаны команды
- 2016—2017 —  Павел Трушников
- 2017—2019 —  Антон Воскресенский[17]
- 2019—2020 —  Алан Макиев
- 2020—2023 —  Максим Кривошеев
- 2023—2025 —  Антон Глазунов

## Текущий состав
| \| Поз. \| № \| Гражд. \| Имя \| Дата рождения (возраст) \| Рост \| Вес \| Звание \| \| ---- \| -- \| ------ \| -------------------- \| -------------------------- \| ------ \| ------ \| ------ \| \| Ц \| 2 \| \| Октавиус Эллис \| 10 марта 1993 (32 года) \| 208 см \| 107 кг \| \| \| Ц \| 9 \| \| Владимир Ивлев \| 28 февраля 1990 (35 лет) \| 207 см \| 97 кг \| \| \| АЗ \| 10 \| \| Кирилл Писклов \| 22 сентября 1996 (28 лет) \| 192 см \| 90 кг \| ЗМС \| \| РЗ \| 11 \| \| Игорь Новиков \| 11 сентября 1992 (32 года) \| 191 см \| 80 кг \| МС \| \| ЛФ \| 12 \| \| Евгений Белянков \| 11 июня 1995 (30 лет) \| 200 см \| 95 кг \| \| \| ТФ \| 15 \| \| Джавонте Дуглас \| 28 ноября 1992 (32 года) \| 203 см \| 95 кг \| \| \| ТФ \| 20 \| \| Хейден Далтон \| 20 июня 1996 (29 лет) \| 206 см \| 88 кг \| \| \| РЗ \| 23 \| \| Антон Карданахишвили \| 19 марта 2002 (23 года) \| 195 см \| 87 кг \| \| \| ТФ \| 25 \| \| Тайрелл Нельсон \| 18 июня 1995 (30 лет) \| 205 см \| 107 кг \| \| \| ЛФ \| 77 \| \| Иван Пынько \| 23 июня 2000 (25 лет) \| 197 см \| 88 кг \| \| \| АЗ \| \| \| Гарретт Невелс \| 26 ноября 1992 (32 года) \| 188 см \| 86 кг \| \| \| ЛФ \| \| \| Александр Петенёв \| 24 ноября 2000 (24 года) \| 197 см \| 92 кг \| \| \| РЗ \| \| \| Тимофей Герасимов \| 15 мая 1997 (28 лет) \| 197 см \| 90 кг \| \| | Главный тренер - Ростислав Вергун Ассистенты тренера - Дмитрий Федяев - Сергей Васильев Легенда - (К) — Капитан команды Последнее изменение: 21 июля 2025 года |               |                      |                            |        |        |        |
| Поз. | № | Гражд.        | Имя                  | Дата рождения (возраст)    | Рост   | Вес    | Звание |
| Ц | 2 | Флаг США      | Октавиус Эллис       | 10 марта 1993 (32 года)    | 208 см | 107 кг |        |
| Ц | 9 | Флаг России   | Владимир Ивлев       | 28 февраля 1990 (35 лет)   | 207 см | 97 кг  |        |
| АЗ | 10 | Флаг России   | Кирилл Писклов       | 22 сентября 1996 (28 лет)  | 192 см | 90 кг  | ЗМС    |
| РЗ | 11 | Флаг России   | Игорь Новиков        | 11 сентября 1992 (32 года) | 191 см | 80 кг  | МС     |
| ЛФ | 12 | Флаг Беларуси | Евгений Белянков     | 11 июня 1995 (30 лет)      | 200 см | 95 кг  |        |
| ТФ | 15 | Флаг США      | Джавонте Дуглас      | 28 ноября 1992 (32 года)   | 203 см | 95 кг  |        |
| ТФ | 20 | Флаг США      | Хейден Далтон        | 20 июня 1996 (29 лет)      | 206 см | 88 кг  |        |
| РЗ | 23 | Флаг России   | Антон Карданахишвили | 19 марта 2002 (23 года)    | 195 см | 87 кг  |        |
| ТФ | 25 | Флаг США      | Тайрелл Нельсон      | 18 июня 1995 (30 лет)      | 205 см | 107 кг |        |
| ЛФ | 77 | Флаг России   | Иван Пынько          | 23 июня 2000 (25 лет)      | 197 см | 88 кг  |        |
| АЗ | | Флаг США      | Гарретт Невелс       | 26 ноября 1992 (32 года)   | 188 см | 86 кг  |        |
| ЛФ | | Флаг России   | Александр Петенёв    | 24 ноября 2000 (24 года)   | 197 см | 92 кг  |        |
| РЗ | | Флаг России   | Тимофей Герасимов    | 15 мая 1997 (28 лет)       | 197 см | 90 кг  |        |